# ماتریس گروه مشاوره بوستون
ماتریس گروه مشاوره بوستون (به انگلیسی: BCG-matrix) که با نام‌های ماتریس بوستون و ماتریس پورتفوی محصول نیز شناخته می‌شود، نموداری است که در سال ۱۹۷۰ توسط بروس هندرسون، بنیان‌گذار گروه مشاوره بوستون ایجاد شد تا به کمک آن بتواند به شرکت‌ها در ارزیابی واحدهای تجاری‌شان یاری برساند. شرکت‌ها می‌توانند از این ماتریس به عنوان ابزاری تحلیلی در تخصیص منابع، مدیریت تولید، مدیریت استراتژیک و تحلیل پورتفولیو بهره بگیرند.
اگرچه این ماتریس به شکل گسترده‌ای توسط شرکت‌ها مورد استفاده قرار می‌گیرد، اما برخی پژوهش‌های تجربی دربارهٔ اثرگذاری آن تردید نشان داده‌اند.

## معرفی ماتریس گروه مشاوره بوستون

### تقسیم‌بندی واحدهای تجاری
تحلیل‌گران برای استفاده از این ماتریس، یک نمودار نقطه‌ای رسم می‌کنند. در این نمودار، واحدهای تجاری و محصولات مختلف شرکت، بر حسب سهم نسبی از بازار و نرخ رشد صنعت، بر روی نمودار می‌آیند. بخش‌های مختلف نمودار، میزان اهمیت هر کدام از واحدهای تجاری را مشخص می‌کند:
- گاوهای شیرده: به محصول‌ها یا واحدهای تجاری‌ای گفته می‌شود که سهم زیادی از بازار آن صنعت را در اختیار خود دارند، اما در صنعتی قرار گرفته‌اند که نرخ رشد پایینی دارد. قرار داشتن این واحدهای تجاری در صنعتی «بالغ» و نسبتاً روتین، از جذابیت آن‌ها برای شرکت‌ها نمی‌کاهد، چرا که سهم زیاد آن‌ها از بازار، معمولاً مقدار زیادی پول تولید می‌کند. این واحدها باید تا جای ممکن «دوشیده» شوند بدون آنکه در آن‌ها سرمایه‌گذاری جدیدی صورت بگیرد؛ به این علت که صنعت در مجموع نرخ رشد پایینی دارد و سرمایه‌گذاری‌های جدید، بازگشت سرمایه مناسبی را به دنبال نخواهد آورد.
- سگ‌ها: به محصول‌ها یا واحدهای تجاری‌ای گفته می‌شود که هم سهم کوچکی از بازار را در اختیار دارند و هم در صنعتی قرار گرفته‌اند که نرخ رشد پایینی دارد. این واحدها معمولاً به سختی پول کافی برای حفظ سهم‌شان از بازار را تولید می‌کنند. هر چند در اختیار داشتن واحدی که در نقطه سربه‌سر قرار دارد می‌تواند مزایایی اجتماعی همچون تولید شغل داشته باشد یا به شکل بالقوه بتواند با دیگر واحدها هم‌افزایی تولید کند، اما از منظر حسابداری، این واحدها به دلیل تولید نکردن پول برای شرکت، بی‌ارزش محسوب می‌شوند. پیشنهاد می‌شود که سگ‌ها در صورت امکان فروخته شوند.
- علامت سؤال‌ها: به محصول‌ها یا واحدهای تجاری‌ای گفته می‌شود که سهم کوچکی از بازار را در صنعتی با نرخ رشد بالا در اختیار دارند. اکثر موسسات تجاری، کارشان را از چنین نقطه‌ای آغاز می‌کنند. علامت سؤال‌ها این پتانسیل را دارند که با افزایش سهم‌شان از بازار، به ستاره‌ها تبدیل شوند و در گام بعد، زمانی که نرخ رشد صنعت کاهش پیدا کرد، به مرور تبدیل به گاوهای شیرده شوند. در طرف مقابل، علامت سؤال‌ها اگر نتوانند در بازارشان پیشتاز شوند، بعد از چند سال مصرف سرمایه‌های شرکت، در نهایت تبدیل به سگ‌ها می‌شوند. دربارهٔ علامت سؤال‌ها، باید تحلیل دقیق‌تری صورت بگیرد تا مشخص کند که آیا ارزش سرمایه‌گذاری‌ای که بر روی آن‌ها می‌شوند را خواهند داشت یا نه.
- ستاره‌ها: به محصول‌ها یا واحدهای تجاری‌ای گفته می‌شود که سهم زیادی از بازار را در صنعتی با نرخ رشد بالا در اختیار دارند. این واحدها علامت سوال‌هایی بوده‌اند که در کل صنعت یا در یک جای ویژه بازار، توانسته‌اند به رهبر بازار تبدیل شوند. برای مقابله با رقبا می‌بایست سرمایه‌گذاری مناسب بر روی آن‌ها صورت گیرد که درصورت موفقیت به مرور تبدیل به گاوهای شیرده می‌شوند.

### تحلیل ماتریس
زمانی که یک صنعت به بلوغ رسیده و نرخ رشدش کاهش یابد، تمام واحدهای تجاری یا تبدیل به گاوهای شیرده می‌شوند یا به تبدیل به سگ‌ها. چرخه طبیعی برای بسیاری از واحدهای تجاری این است که کار خودشان را از علامت سؤال‌ها آغاز کنند، تبدیل به ستاره شوند، بعد از آن به مرحله گاو شیرده بروند و در نهایت در انتهای چرخه به سگ تبدیل شوند.
پیشنهاد گروه مشاوره بوستون برای ایجاد یک پورتفولیو موفق بر مبنای این ماتریس چنین است:
تنها یک شرکت متنوع با پورتفولیو متناسب، می‌تواند از موقعیت‌های تجاری برای رشد حداکثری بهره ببرد. پورتفولیو متناسب از چنین ترکیبی تشکیل شده‌است:
- چند ستاره که نحوه رشدشان آینده خوب را تضمین کند.
- چند گاو شیرده که سرمایه مورد نیاز برای رشد آینده را تأمین کند.
- چند علامت سؤال که با تزریق سرمایه، توان تبدیل به ستاره‌ها را داشته باشند.

## کمبودهای ماتریس گروه مشاوره بوستون
برای اینکه تحلیل بر مبنای این ماتریس ساده شود، در مدل‌سازی آن برخی موضوعات مهم وارد نشده‌اند و برخی فرضیات به شکل ساده‌سازی‌شده در نظر گرفته شده‌اند.
مثال‌هایی از کمبودهای این ماتریس عبارت‌اند از:
- سهم نسبی بازار به عنوان تنها شاخته لازم برای سنجش موفقیت یک واحد تجاری در نظر گرفته شده، در حالیکه در بسیاری از موارد سهم بازار موفقیت یک محصول را نشان نمی‌دهد. ماتریس جنرال الکتریک برای پاسخ دادن به این کمبود ایجاد شده‌است.
- در ماتریس گروه مشاوره بوستون، تأثیر محصولات یک پورتفولیو بر روی یکدیگر به کلی در نظر گرفته نشده‌است.